# Депортіво Лаге (Малабо)
Групо Депортіво Лаге Малабо або просто Депортіво Лаге (ісп. Grupo Deportivo Lage Malabo) — професіональний екваторіальногвінейський футбольний клуб з міста Малабо. 

## Історія
Найбільшого успіху клуб досяг в 1984 році, коли вони виграли національний кубок. Таким чином, як переможці кубку вони кваліфікувалися для участі в Кубку володарів кубків КАФ 1984 року. Після першої гри (0:0) проти Авіла Спортс Бангуї через фінансові причини клуб відмовився грати у матчі-відповіді, тож команді зарахували технічну поразку і вона припинила виступи на турнірі. В даний час клуб грає у Другому дивізіоні Чемпіонату країни.

## Досягнення
- Кубок Екваторіальної Гвінеї: 1 перемога

1984

## Виступи в континентальних турнірах КАФ
| Сезон | Турнір                     | Раунд      | Країна                           | Суперник            | Вдома | На виїзді |
| ----- | -------------------------- | ---------- | -------------------------------- | ------------------- | ----- | --------- |
| 1984  | Кубок володарів кубків КАФ | Попередній | Центральноафриканська Республіка | Авіла Спортс Бангуї | 0:0   | т/п       |